# Statistiques et records des 500 miles d'Indianapolis
Cette liste présente le palmarès et les principaux records des 500 miles d'Indianapolis depuis leur création en 1911.

## Liste des vainqueurs

### Pilotes vainqueurs
| Année | Date                                                 | Vainqueur                                            | Équipe/ propriétaire                                 | Chassis                                              | Moteur                                               | Pneus                                                | Distance                                             | Distance                                             | Temps                                                | Vitesse moyenne                                      | Championnat                                          |
| Année | Date                                                 | Vainqueur                                            | Équipe/ propriétaire                                 | Chassis                                              | Moteur                                               | Pneus                                                | Tours                                                | Miles                                                | Temps                                                | Vitesse moyenne                                      | Championnat                                          |
| ----- | ---------------------------------------------------- | ---------------------------------------------------- | ---------------------------------------------------- | ---------------------------------------------------- | ---------------------------------------------------- | ---------------------------------------------------- | ---------------------------------------------------- | ---------------------------------------------------- | ---------------------------------------------------- | ---------------------------------------------------- | ---------------------------------------------------- |
| 1911  | 30 mai                                               | Ray Harroun                                          | Nordyke & Marmon Company                             | Marmon                                               | Marmon                                               | F                                                    | 200                                                  | 500                                                  | 6 h 42 min 08 s 039                                  | 120,04 km/h                                          | AAA                                                  |
| 1912  | 30 mai                                               | Joe Dawson                                           | National Motor Vehicle Company                       | National                                             | National                                             | M                                                    | 200                                                  | 500                                                  | 6 h 21 min 06 s 144                                  | 126,686 km/h                                         | AAA                                                  |
| 1913  | 30 mai                                               | Jules Goux                                           | Peugeot                                              | Peugeot                                              | Peugeot                                              | F                                                    | 200                                                  | 500                                                  | 6 h 35 min 05 s 108                                  | 122,202 km/h                                         | AAA                                                  |
| 1914  | 30 mai                                               | René Thomas                                          | Louis Delâge Company                                 | Delage                                               | Delage                                               | P                                                    | 200                                                  | 500                                                  | 6 h 03 min 45 s 060                                  | 132,729 km/h                                         | AAA                                                  |
| 1915  | 31 mai                                               | Ralph DePalma                                        | E.C. Patterson                                       | Mercedes                                             | Mercedes                                             | BF                                                   | 200                                                  | 500                                                  | 5 h 33 min 55 s 619                                  | 144,583 km/h                                         | AAA                                                  |
| 1916  | 30 mai                                               | Dario Resta                                          | Peugeot Auto Racing Company                          | Peugeot                                              | Peugeot                                              | BF                                                   | 120                                                  | 300                                                  | 3 h 34 min 16 s 990                                  | 135,187 km/h                                         | AAA                                                  |
| 1917  | Courses annulées pendant la Première Guerre mondiale | Courses annulées pendant la Première Guerre mondiale | Courses annulées pendant la Première Guerre mondiale | Courses annulées pendant la Première Guerre mondiale | Courses annulées pendant la Première Guerre mondiale | Courses annulées pendant la Première Guerre mondiale | Courses annulées pendant la Première Guerre mondiale | Courses annulées pendant la Première Guerre mondiale | Courses annulées pendant la Première Guerre mondiale | Courses annulées pendant la Première Guerre mondiale | Courses annulées pendant la Première Guerre mondiale |
| 1918  | Courses annulées pendant la Première Guerre mondiale | Courses annulées pendant la Première Guerre mondiale | Courses annulées pendant la Première Guerre mondiale | Courses annulées pendant la Première Guerre mondiale | Courses annulées pendant la Première Guerre mondiale | Courses annulées pendant la Première Guerre mondiale | Courses annulées pendant la Première Guerre mondiale | Courses annulées pendant la Première Guerre mondiale | Courses annulées pendant la Première Guerre mondiale | Courses annulées pendant la Première Guerre mondiale | Courses annulées pendant la Première Guerre mondiale |
| 1919  | 31 mai                                               | Howdy Wilcox                                         | I.M.S. Corporation                                   | Peugeot                                              | Peugeot                                              | G                                                    | 200                                                  | 500                                                  | 5 h 40 min 42 s 930                                  | 141,703 km/h                                         | AAA                                                  |
| 1920  | 31 mai                                               | Gaston Chevrolet                                     | William Small Company                                | Frontenac                                            | Frontenac                                            | F                                                    | 200                                                  | 500                                                  | 5 h 38 min 31 s 901                                  | 142,617 km/h                                         | AAA                                                  |
| 1921  | 30 mai                                               | Tommy Milton                                         | Louis Chevrolet                                      | Frontenac                                            | Frontenac                                            | F                                                    | 200                                                  | 500                                                  | 5 h 34 min 44 s 578                                  | 144,231 km/h                                         | AAA                                                  |
| 1922  | 30 mai                                               | Jimmy Murphy                                         | Jimmy Murphy                                         | Duesenberg                                           | Miller                                               | F                                                    | 200                                                  | 500                                                  | 5 h 17 min 30 s 845                                  | 152,057 km/h                                         | AAA                                                  |
| 1923  | 30 mai                                               | Tommy Milton                                         | H.C.S. Motor Company                                 | Miller                                               | Miller                                               | F                                                    | 200                                                  | 500                                                  | 5 h 31 min 19 s 618                                  | 145,718 km/h                                         | AAA                                                  |
| 1924  | 30 mai                                               | Lora Corum (en)                                      | Duesenberg                                           | Duesenberg                                           | Duesenberg                                           | F                                                    | 200                                                  | 500                                                  | 5 h 05 min 23 s 595                                  | 158,092 km/h                                         | AAA                                                  |
| 1924  | 30 mai                                               | Joe Boyer                                            | Duesenberg                                           | Duesenberg                                           | Duesenberg                                           | F                                                    | 200                                                  | 500                                                  | 5 h 05 min 23 s 595                                  | 158,092 km/h                                         | AAA                                                  |
| 1925  | 30 mai                                               | Peter DePaolo                                        | Duesenberg                                           | Duesenberg                                           | Duesenberg                                           | F                                                    | 200                                                  | 500                                                  | 4 h 56 min 39 s 401                                  | 162,748 km/h                                         | AAA                                                  |
| 1926  | 31 mai                                               | Frank Lockhart                                       | Peter Kreis                                          | Miller                                               | Miller                                               | F                                                    | 160*                                                 | 400                                                  | 5 h 12 min 48 s 768                                  | 154,343 km/h                                         | AAA                                                  |
| 1927  | 30 mai                                               | George Souders                                       | William S. White                                     | Duesenberg                                           | Duesenberg                                           | F                                                    | 200                                                  | 500                                                  | 5 h 07 min 33 s 022                                  | 156,983 km/h                                         | AAA                                                  |
| 1928  | 30 mai                                               | Louis Meyer                                          | Alden Sampson, II                                    | Miller                                               | Miller                                               | F                                                    | 200                                                  | 500                                                  | 5 h 01 min 33 s 725                                  | 160,101 km/h                                         | AAA                                                  |
| 1929  | 30 mai                                               | Ray Keech                                            | M. A. Yagle                                          | Miller                                               | Miller                                               | F                                                    | 200                                                  | 500                                                  | 5 h 07 min 25 s 458                                  | 157,048 km/h                                         | AAA                                                  |
| 1930  | 30 mai                                               | Billy Arnold                                         | Harry Hartz                                          | Summers                                              | Miller                                               | F                                                    | 200                                                  | 500                                                  | 4 h 58 min 39 s 720                                  | 161,655 km/h                                         | AAA                                                  |
| 1931  | 30 mai                                               | Louis Schneider                                      | B. L. Schneider                                      | Stevens                                              | Miller                                               | F                                                    | 200                                                  | 500                                                  | 5 h 10 min 27 s 948                                  | 155,509 km/h                                         | AAA                                                  |
| 1932  | 30 mai                                               | Fred Frame                                           | Harry Hartz                                          | Wetteroth                                            | Miller                                               | F                                                    | 200                                                  | 500                                                  | 4 h 48 min 03 s 761                                  | 167,604 km/h                                         | AAA                                                  |
| 1933  | 30 mai                                               | Louis Meyer                                          | Louis Meyer                                          | Miller                                               | Miller                                               | F                                                    | 200                                                  | 500                                                  | 4 h 48 min 00 s 774                                  | 167,632 km/h                                         | AAA                                                  |
| 1934  | 30 mai                                               | Bill Cummings                                        | H. C. Henning                                        | Miller                                               | Miller                                               | F                                                    | 200                                                  | 500                                                  | 4 h 46 min 05 s 254                                  | 168,761 km/h                                         | AAA                                                  |
| 1935  | 30 mai                                               | Kelly Petillo                                        | Kelly Petillo                                        | Wetteroth                                            | Offenhauser                                          | F                                                    | 200                                                  | 500                                                  | 4 h 42 min 22 s 771                                  | 170,977 km/h                                         | AAA                                                  |
| 1936  | 30 mai                                               | Louis Meyer                                          | Louis Meyer                                          | Stevens                                              | Miller                                               | F                                                    | 200                                                  | 500                                                  | 4 h 35 min 03 s 314                                  | 175,530 km/h                                         | AAA                                                  |
| 1937  | 31 mai                                               | Wilbur Shaw                                          | Wilbur Shaw                                          | Shaw                                                 | Offenhauser                                          | F                                                    | 200                                                  | 500                                                  | 4 h 24 min 07 s 861                                  | 182,789 km/h                                         | AAA                                                  |
| 1938  | 30 mai                                               | Floyd Roberts                                        | Lou Moore                                            | Wetteroth                                            | Miller                                               | F                                                    | 200                                                  | 500                                                  | 4 h 15 min 58 s 362                                  | 188,615 km/h                                         | AAA                                                  |
| 1939  | 30 mai                                               | Wilbur Shaw                                          | Boyle Racing Headquarters                            | Maserati                                             | Maserati                                             | F                                                    | 200                                                  | 500                                                  | 4 h 20 min 47 s 412                                  | 185,131 km/h                                         | AAA                                                  |
| 1940  | 30 mai                                               | Wilbur Shaw                                          | Boyle Racing Headquarters                            | Maserati                                             | Maserati                                             | F                                                    | 200                                                  | 500                                                  | 4 h 22 min 31 s 201                                  | 183,911 km/h                                         | AAA                                                  |
| 1941  | 30 mai                                               | Floyd Davis (en)                                     | Lou Moore                                            | Wetteroth                                            | Offenhauser                                          | F                                                    | 200                                                  | 500                                                  | 4 h 20 min 36 s 266                                  | 185,263 km/h                                         | AAA                                                  |
| 1941  | 30 mai                                               | Mauri Rose                                           | Lou Moore                                            | Wetteroth                                            | Offenhauser                                          | F                                                    | 200                                                  | 500                                                  | 4 h 20 min 36 s 266                                  | 185,263 km/h                                         | AAA                                                  |
| 1942  | Courses annulées pendant la Seconde Guerre mondiale  | Courses annulées pendant la Seconde Guerre mondiale  | Courses annulées pendant la Seconde Guerre mondiale  | Courses annulées pendant la Seconde Guerre mondiale  | Courses annulées pendant la Seconde Guerre mondiale  | Courses annulées pendant la Seconde Guerre mondiale  | Courses annulées pendant la Seconde Guerre mondiale  | Courses annulées pendant la Seconde Guerre mondiale  | Courses annulées pendant la Seconde Guerre mondiale  | Courses annulées pendant la Seconde Guerre mondiale  | Courses annulées pendant la Seconde Guerre mondiale  |
| 1943  | Courses annulées pendant la Seconde Guerre mondiale  | Courses annulées pendant la Seconde Guerre mondiale  | Courses annulées pendant la Seconde Guerre mondiale  | Courses annulées pendant la Seconde Guerre mondiale  | Courses annulées pendant la Seconde Guerre mondiale  | Courses annulées pendant la Seconde Guerre mondiale  | Courses annulées pendant la Seconde Guerre mondiale  | Courses annulées pendant la Seconde Guerre mondiale  | Courses annulées pendant la Seconde Guerre mondiale  | Courses annulées pendant la Seconde Guerre mondiale  | Courses annulées pendant la Seconde Guerre mondiale  |
| 1944  | Courses annulées pendant la Seconde Guerre mondiale  | Courses annulées pendant la Seconde Guerre mondiale  | Courses annulées pendant la Seconde Guerre mondiale  | Courses annulées pendant la Seconde Guerre mondiale  | Courses annulées pendant la Seconde Guerre mondiale  | Courses annulées pendant la Seconde Guerre mondiale  | Courses annulées pendant la Seconde Guerre mondiale  | Courses annulées pendant la Seconde Guerre mondiale  | Courses annulées pendant la Seconde Guerre mondiale  | Courses annulées pendant la Seconde Guerre mondiale  | Courses annulées pendant la Seconde Guerre mondiale  |
| 1945  | Courses annulées pendant la Seconde Guerre mondiale  | Courses annulées pendant la Seconde Guerre mondiale  | Courses annulées pendant la Seconde Guerre mondiale  | Courses annulées pendant la Seconde Guerre mondiale  | Courses annulées pendant la Seconde Guerre mondiale  | Courses annulées pendant la Seconde Guerre mondiale  | Courses annulées pendant la Seconde Guerre mondiale  | Courses annulées pendant la Seconde Guerre mondiale  | Courses annulées pendant la Seconde Guerre mondiale  | Courses annulées pendant la Seconde Guerre mondiale  | Courses annulées pendant la Seconde Guerre mondiale  |
| 1946  | 30 mai                                               | George Robson                                        | Thorne Engineering                                   | Adams                                                | Sparks                                               | F                                                    | 200                                                  | 500                                                  | 4 h 21 min 16 s 711                                  | 184,785 km/h                                         | AAA                                                  |
| 1947  | 30 mai                                               | Mauri Rose                                           | Lou Moore                                            | Deidt                                                | Offenhauser                                          | F                                                    | 200                                                  | 500                                                  | 4 h 17 min 52 s 159                                  | 187,228 km/h                                         | AAA                                                  |
| 1948  | 31 mai                                               | Mauri Rose                                           | Lou Moore                                            | Deidt                                                | Offenhauser                                          | F                                                    | 200                                                  | 500                                                  | 4 h 10 min 23 s 286                                  | 192,822 km/h                                         | AAA                                                  |
| 1949  | 30 mai                                               | Bill Holland                                         | Lou Moore                                            | Deidt                                                | Offenhauser                                          | F                                                    | 200                                                  | 500                                                  | 4 h 07 min 15 s 939                                  | 195,257 km/h                                         | AAA                                                  |
| 1950  | 30 mai                                               | Johnnie Parsons                                      | Kurtis Kraft                                         | Kurtis Kraft                                         | Offenhauser                                          | F                                                    | 138*                                                 | 345                                                  | 2 h 46 min 55 s 967                                  | 199,562 km/h                                         | AAA et F1                                            |
| 1951  | 30 mai                                               | Lee Wallard                                          | Murrell Belanger                                     | Kurtis Kraft                                         | Offenhauser                                          | F                                                    | 200                                                  | 500                                                  | 3 h 57 min 38 s 103                                  | 203,170 km/h                                         | AAA et F1                                            |
| 1952  | 30 mai                                               | Troy Ruttman                                         | Christopher J.C. Agajanian                           | Kuzma                                                | Offenhauser                                          | F                                                    | 200                                                  | 500                                                  | 3 h 52 min 41 s 930                                  | 207,480 km/h                                         | AAA et F1                                            |
| 1953  | 30 mai                                               | Bill Vukovich                                        | Howard B. Keck                                       | Kurtis Kraft                                         | Offenhauser                                          | F                                                    | 200                                                  | 500                                                  | 3 h 53 min 01 s 668                                  | 207,187 km/h                                         | AAA et F1                                            |
| 1954  | 31 mai                                               | Bill Vukovich                                        | Howard B. Keck                                       | Kurtis Kraft                                         | Offenhauser                                          | F                                                    | 200                                                  | 500                                                  | 3 h 49 min 17 s 261                                  | 210,567 km/h                                         | AAA et F1                                            |
| 1955  | 30 mai                                               | Bob Sweikert                                         | John Zink                                            | Kurtis Kraft                                         | Offenhauser                                          | F                                                    | 200                                                  | 500                                                  | 3 h 53 min 59 s 576                                  | 206,339 km/h                                         | AAA et F1                                            |
| 1956  | 30 mai                                               | Pat Flaherty                                         | John Zink                                            | Watson                                               | Offenhauser                                          | F                                                    | 200                                                  | 500                                                  | 3 h 53 min 28 s 872                                  | 206,785 km/h                                         | USAC et F1                                           |
| 1957  | 30 mai                                               | Sam Hanks                                            | George Salih                                         | Epperly                                              | Offenhauser                                          | F                                                    | 200                                                  | 500                                                  | 3 h 41 min 14 s 238                                  | 218,229 km/h                                         | USAC et F1                                           |
| 1958  | 30 mai                                               | Jimmy Bryan                                          | George Salih                                         | Epperly                                              | Offenhauser                                          | F                                                    | 200                                                  | 500                                                  | 3 h 44 min 21 s 064                                  | 215,316 km/h                                         | USAC et F1                                           |
| 1959  | 30 mai                                               | Rodger Ward                                          | Leader Cards                                         | Watson                                               | Offenhauser                                          | F                                                    | 200                                                  | 500                                                  | 3 h 40 min 47 s 470                                  | 218,641 km/h                                         | USAC et F1                                           |
| 1960  | 30 mai                                               | Jim Rathmann                                         | Ken-Paul                                             | Watson                                               | Offenhauser                                          | F                                                    | 200                                                  | 500                                                  | 3 h 36 min 11 s 384                                  | 223,324 km/h                                         | USAC et F1                                           |
| 1961  | 30 mai                                               | A. J. Foyt                                           | Bignotti-Bowes Racing                                | Trevis                                               | Offenhauser                                          | F                                                    | 200                                                  | 500                                                  | 3 h 35 min 37 s 540                                  | 223,908 km/h                                         | USAC                                                 |
| 1962  | 30 mai                                               | Rodger Ward                                          | Leader Cards                                         | Watson                                               | Offenhauser                                          | F                                                    | 200                                                  | 500                                                  | 3 h 33 min 50 s 291                                  | 225,780 km/h                                         | USAC                                                 |
| 1963  | 30 mai                                               | Parnelli Jones                                       | Christopher J.C. Agajanian                           | Watson                                               | Offenhauser                                          | F                                                    | 200                                                  | 500                                                  | 3 h 29 min 35 s 365                                  | 230,357 km/h                                         | USAC                                                 |
| 1964  | 30 mai                                               | A. J. Foyt                                           | Ansted-Thompson Racing                               | Watson                                               | Offenhauser                                          | F                                                    | 200                                                  | 500                                                  | 3 h 23 min 35 s 813                                  | 237,137 km/h                                         | USAC                                                 |
| 1965  | 31 mai                                               | Jim Clark                                            | Team Lotus                                           | Team Lotus                                           | Ford                                                 | F                                                    | 200                                                  | 500                                                  | 3 h 19 min 05 s 370                                  | 242,506 km/h                                         | USAC                                                 |
| 1966  | 30 mai                                               | Graham Hill (R)                                      | Mecom Racing Team                                    | Lola                                                 | Ford                                                 | F                                                    | 200                                                  | 500                                                  | 3 h 27 min 52 s 543                                  | 232,256 km/h                                         | USAC                                                 |
| 1967  | 30-31 mai                                            | A. J. Foyt                                           | Ansted-Thompson Racing                               | Coyote                                               | Ford                                                 | G                                                    | 200                                                  | 500                                                  | 3 h 18 min 24 s 211                                  | 243,344 km/h                                         | USAC                                                 |
| 1968  | 30 mai                                               | Bobby Unser                                          | Leader Cards                                         | Eagle                                                | Offenhauser                                          | G                                                    | 200                                                  | 500                                                  | 3 h 16 min 13 s 786                                  | 246,040 km/h                                         | USAC                                                 |
| 1969  | 30 mai                                               | Mario Andretti                                       | STP Corporation                                      | Hawk                                                 | Ford                                                 | F                                                    | 200                                                  | 500                                                  | 3 h 11 min 14 s 689                                  | 252,453 km/h                                         | USAC                                                 |
| 1970  | 30 mai                                               | Al Unser                                             | Vel's Parnelli Jones Racing                          | Colt                                                 | Ford                                                 | F                                                    | 200                                                  | 500                                                  | 3 h 12 min 37 s 057                                  | 250,654 km/h                                         | USAC                                                 |
| 1971  | 29 mai                                               | Al Unser                                             | Vel's Parnelli Jones Racing                          | Colt                                                 | Ford                                                 | F                                                    | 200                                                  | 500                                                  | 3 h 10 min 11 s 545                                  | 253,850 km/h                                         | USAC                                                 |
| 1972  | 27 mai                                               | Mark Donohue                                         | Roger Penske Enterprises                             | McLaren                                              | Offenhauser                                          | G                                                    | 200                                                  | 500                                                  | 3 h 04 min 23 s 851                                  | 262,262 km/h                                         | USAC                                                 |
| 1973  | 28-30 mai                                            | Gordon Johncock                                      | Patrick Racing Team                                  | Eagle                                                | Offenhauser                                          | G                                                    | 133*                                                 | 333                                                  | 2 h 05 min 25 s 320                                  | 255,944 km/h                                         | USAC                                                 |
| 1974  | 26 mai                                               | Johnny Rutherford                                    | Bruce McLaren Motor Racing                           | McLaren                                              | Offenhauser                                          | G                                                    | 200                                                  | 500                                                  | 3 h 09 min 10 s 094                                  | 255,224 km/h                                         | USAC                                                 |
| 1975  | 25 mai                                               | Bobby Unser                                          | All American Racers                                  | Eagle                                                | Offenhauser                                          | G                                                    | 174*                                                 | 435                                                  | 2 h 54 min 55 s 064                                  | 240,135 km/h                                         | USAC                                                 |
| 1976  | 30 mai                                               | Johnny Rutherford                                    | Bruce McLaren Motor Racing                           | McLaren                                              | Offenhauser                                          | G                                                    | 102*                                                 | 255                                                  | 1 h 42 min 52 s 466                                  | 239,350 km/h                                         | USAC                                                 |
| 1977  | 29 mai                                               | A. J. Foyt                                           | A. J. Foyt Enterprises                               | Coyote                                               | Foyt                                                 | G                                                    | 200                                                  | 500                                                  | 3 h 05 min 57 s 186                                  | 259,637 km/h                                         | USAC                                                 |
| 1978  | 28 mai                                               | Al Unser                                             | Chaparral Racing                                     | Lola                                                 | Cosworth                                             | G                                                    | 200                                                  | 500                                                  | 3 h 05 min 54 s 974                                  | 259,689 km/h                                         | USAC                                                 |
| 1979  | 27 mai                                               | Rick Mears                                           | Penske Racing                                        | Penske                                               | Cosworth                                             | G                                                    | 200                                                  | 500                                                  | 3 h 08 min 47 s 950                                  | 255,723 km/h                                         | USAC                                                 |
| 1980  | 25 mai                                               | Johnny Rutherford                                    | Chaparral Racing                                     | Chaparral                                            | Cosworth                                             | G                                                    | 200                                                  | 500                                                  | 3 h 29 min 59 s 572                                  | 229,914 km/h                                         | USAC                                                 |
| 1981  | 24 mai                                               | Bobby Unser                                          | Penske Racing                                        | Penske                                               | Cosworth                                             | G                                                    | 200                                                  | 500                                                  | 3 h 35 min 41 s 819                                  | 223,834 km/h                                         | USAC                                                 |
| 1982  | 30 mai                                               | Gordon Johncock                                      | STP Patrick Racing Team                              | Wildcat                                              | Cosworth                                             | G                                                    | 200                                                  | 500                                                  | 3 h 05 min 09 s 122                                  | 260,760 km/h                                         | USAC                                                 |
| 1983  | 29 mai                                               | Tom Sneva                                            | Bignotti-Cotter                                      | March                                                | Cosworth                                             | G                                                    | 200                                                  | 500                                                  | 3 h 05 min 03 s 092                                  | 260,902 km/h                                         | CART                                                 |
| 1984  | 27 mai                                               | Rick Mears                                           | Penske Cars                                          | March                                                | Cosworth                                             | G                                                    | 200                                                  | 500                                                  | 3 h 03 min 21 s 638                                  | 263,308 km/h                                         | CART                                                 |
| 1985  | 26 mai                                               | Danny Sullivan                                       | Penske Cars                                          | March                                                | Cosworth                                             | G                                                    | 200                                                  | 500                                                  | 3 h 16 min 06 s 090                                  | 246,201 km/h                                         | CART                                                 |
| 1986  | 31 mai                                               | Bobby Rahal                                          | Truesports                                           | March                                                | Cosworth                                             | G                                                    | 200                                                  | 500                                                  | 2 h 55 min 43 s 457                                  | 274,750 km/h                                         | CART                                                 |
| 1987  | 24 mai                                               | Al Unser                                             | Penske Racing, Incorporated                          | March                                                | Cosworth                                             | G                                                    | 200                                                  | 500                                                  | 3 h 04 min 59 s 121                                  | 260,995 km/h                                         | CART                                                 |
| 1988  | 29 mai                                               | Rick Mears                                           | Penske Racing, Incorporated                          | Penske                                               | Chevrolet                                            | G                                                    | 200                                                  | 500                                                  | 3 h 27 min 10 s 167                                  | 233,047 km/h                                         | CART                                                 |
| 1989  | 28 mai                                               | Emerson Fittipaldi                                   | Patrick Racing Team                                  | Penske                                               | Chevrolet                                            | G                                                    | 200                                                  | 500                                                  | 2 h 59 min 01 s 074                                  | 269,695 km/h                                         | CART                                                 |
| 1990  | 27 mai                                               | Arie Luyendyk                                        | Doug Shierson Racing                                 | Lola                                                 | Chevrolet                                            | G                                                    | 200                                                  | 500                                                  | 2 h 41 min 18 s 404                                  | 299,307 km/h                                         | CART                                                 |
| 1991  | 26 mai                                               | Rick Mears                                           | Penske Racing, Incorporated                          | Penske                                               | Chevrolet                                            | G                                                    | 200                                                  | 500                                                  | 2 h 50 min 00 s 791                                  | 283,980 km/h                                         | CART                                                 |
| 1992  | 24 mai                                               | Al Unser Jr.                                         | Galles-Kraco Racing                                  | Galmer                                               | Chevrolet                                            | G                                                    | 200                                                  | 500                                                  | 3 h 43 min 05 s 148                                  | 216,420 km/h                                         | CART                                                 |
| 1993  | 30 mai                                               | Emerson Fittipaldi                                   | Penske Racing, Incorporated                          | Penske                                               | Chevrolet                                            | G                                                    | 200                                                  | 500                                                  | 3 h 10 min 49 s 860                                  | 253,000 km/h                                         | CART                                                 |
| 1994  | 29 mai                                               | Al Unser Jr.                                         | Penske Racing, Incorporated                          | Penske                                               | Mercedes-Benz                                        | G                                                    | 200                                                  | 500                                                  | 3 h 06 min 29 s 006                                  | 258,898 km/h                                         | CART                                                 |
| 1995  | 28 mai                                               | Jacques Villeneuve                                   | Team Green                                           | Reynard                                              | Ford Cosworth                                        | G                                                    | 200                                                  | 500                                                  | 3 h 15 min 17 s 561                                  | 247,221 km/h                                         | CART                                                 |
| 1996  | 26 mai                                               | Buddy Lazier                                         | Hemelgarn Racing                                     | Reynard                                              | Ford Cosworth                                        | F                                                    | 200                                                  | 500                                                  | 3 h 22 min 45 s 753                                  | 238,112 km/h                                         | IndyCar Series                                       |
| 1997  | 26-27 mai                                            | Arie Luyendyk                                        | Treadway Racing                                      | G Force                                              | Oldsmobile                                           | F                                                    | 200                                                  | 500                                                  | 3 h 25 min 43 s 388                                  | 234,686 km/h                                         | IndyCar Series                                       |
| 1998  | 24 mai                                               | Eddie Cheever                                        | Team Cheever                                         | Dallara                                              | Oldsmobile                                           | G                                                    | 200                                                  | 500                                                  | 3 h 26 min 40 s 524                                  | 233,604 km/h                                         | IndyCar Series                                       |
| 1999  | 30 mai                                               | Kenny Bräck                                          | A. J. Foyt Enterprises                               | Dallara                                              | Oldsmobile                                           | G                                                    | 200                                                  | 500                                                  | 3 h 15 min 51 s 182                                  | 246,513 km/h                                         | IndyCar Series                                       |
| 2000  | 28 mai                                               | Juan Pablo Montoya (R)                               | Target Chip Ganassi Racing                           | G Force                                              | Oldsmobile                                           | F                                                    | 200                                                  | 500                                                  | 2 h 58 min 59 s 431                                  | 269,737 km/h                                         | IndyCar Series                                       |
| 2001  | 27 mai                                               | Hélio Castroneves (R)                                | Marlboro Team Penske                                 | Dallara                                              | Oldsmobile                                           | F                                                    | 200                                                  | 500                                                  | 3 h 31 min 54 s 180                                  | 227,841 km/h                                         | IndyCar Series                                       |
| 2002  | 26 mai                                               | Hélio Castroneves                                    | Marlboro Team Penske                                 | Dallara                                              | Chevrolet                                            | F                                                    | 200                                                  | 500                                                  | 3 h 00 min 10 s 871                                  | 267,954 km/h                                         | IndyCar Series                                       |
| 2003  | 25 mai                                               | Gil de Ferran                                        | Marlboro Team Penske                                 | Panoz G Force                                        | Toyota                                               | F                                                    | 200                                                  | 500                                                  | 3 h 11 min 56 s 989                                  | 251,526 km/h                                         | IndyCar Series                                       |
| 2004  | 30 mai                                               | Buddy Rice                                           | Rahal Letterman Racing                               | Panoz G Force                                        | Honda                                                | F                                                    | 180*                                                 | 450                                                  | 3 h 14 min 55 s 2395                                 | 222,923 km/h                                         | IndyCar Series                                       |
| 2005  | 29 mai                                               | Dan Wheldon                                          | Andretti Green Racing                                | Dallara                                              | Honda                                                | F                                                    | 200                                                  | 500                                                  | 3 h 10 min 21 s 0769                                 | 253,637 km/h                                         | IndyCar Series                                       |
| 2006  | 28 mai                                               | Sam Hornish Jr.                                      | Marlboro Team Penske                                 | Dallara                                              | Honda                                                | F                                                    | 200                                                  | 500                                                  | 3 h 10 min 58 s 7590                                 | 252,804 km/h                                         | IndyCar Series                                       |
| 2007  | 27 mai                                               | Dario Franchitti                                     | Andretti Green Racing                                | Dallara                                              | Honda                                                | F                                                    | 166*                                                 | 415                                                  | 2 h 44 min 03 s 5608                                 | 244,257 km/h                                         | IndyCar Series                                       |
| 2008  | 25 mai                                               | Scott Dixon                                          | Target Chip Ganassi Racing                           | Dallara                                              | Honda                                                | F                                                    | 200                                                  | 500                                                  | 3 h 28 min 57 s 6792                                 | 231,049 km/h                                         | IndyCar Series                                       |
| 2009  | 24 mai                                               | Hélio Castroneves                                    | Marlboro Team Penske                                 | Dallara                                              | Honda                                                | F                                                    | 200                                                  | 500                                                  | 3 h 19 min 34 s 6427                                 | 241,913 km/h                                         | IndyCar Series                                       |
| 2010  | 30 mai                                               | Dario Franchitti                                     | Target Chip Ganassi Racing                           | Dallara                                              | Honda                                                | F                                                    | 200                                                  | 500                                                  | 3 h 05 min 37 s 0131                                 | 260,107 km/h                                         | IndyCar Series                                       |
| 2011  | 29 mai                                               | Dan Wheldon                                          | Bryan Herta Autosport                                | Dallara                                              | Honda                                                | F                                                    | 200                                                  | 500                                                  | 2 h 56 min 11 s 7267                                 | 274,015 km/h                                         | IndyCar Series                                       |
| 2012  | 27 mai                                               | Dario Franchitti                                     | Target Chip Ganassi Racing                           | Dallara                                              | Honda                                                | F                                                    | 200                                                  | 500                                                  | 2 h 58 min 51 s 2532                                 | 269,942 km/h                                         | IndyCar Series                                       |
| 2013  | 26 mai                                               | Tony Kanaan                                          | KV Racing Technology                                 | Dallara                                              | Chevrolet                                            | F                                                    | 200                                                  | 500                                                  | 2 h 40 min 03 s 4181                                 | 301,644 km/h                                         | IndyCar Series                                       |
| 2014  | 25 mai                                               | Ryan Hunter-Reay                                     | Andretti Autosport                                   | Dallara                                              | Honda                                                | F                                                    | 200                                                  | 500                                                  | 2 h 40 min 48 s 2305                                 | 300,244 km/h                                         | IndyCar Series                                       |
| 2015  | 24 mai                                               | Juan Pablo Montoya                                   | Team Penske                                          | Dallara                                              | Chevrolet                                            | F                                                    | 200                                                  | 500                                                  | 3 h 05 min 56 s 5286                                 | 259,653 km/h                                         | IndyCar Series                                       |
| 2016  | 29 mai                                               | Alexander Rossi (R)                                  | Andretti Herta Autosport                             | Dallara                                              | Honda                                                | F                                                    | 200                                                  | 500                                                  | 3 h 00 min 02 s 0872                                 | 268,171 km/h                                         | IndyCar Series                                       |
| 2017  | 28 mai                                               | Takuma Satō,                                         | Andretti Autosport                                   | Dallara                                              | Honda                                                | F                                                    | 200                                                  | 500                                                  | 3 h 13 min 03 s 3584                                 | 250,084 km/h                                         | IndyCar Series                                       |
| 2018  | 27 mai                                               | Will Power                                           | Team Penske                                          | Dallara                                              | Chevrolet                                            | F                                                    | 200                                                  | 500                                                  | 2 h 59 min 42 s 6365                                 | 268,656 km/h                                         | IndyCar Series                                       |
| 2019  | 26 mai                                               | Simon Pagenaud                                       | Team Penske                                          | Dallara                                              | Chevrolet                                            | F                                                    | 200                                                  | 500                                                  | 2 h 50 min 39 s 2797                                 | 282,913 km/h                                         | IndyCar Series                                       |
| 2020  | 23 août                                              | Takuma Satō                                          | Rahal Letterman Lanigan Racing                       | Dallara                                              | Honda                                                | F                                                    | 200                                                  | 500                                                  | 3 h 10 min 05 s 088                                  | 253,993 km/h                                         | IndyCar Series                                       |
| 2021  | 30 mai                                               | Hélio Castroneves                                    | Michael Shank Racing                                 | Dallara                                              | Honda                                                | F                                                    | 200                                                  | 500                                                  | 2 h 37 min 19 s 4043                                 | 306,885 km/h                                         | IndyCar Series                                       |
| 2022  | 28 mai                                               | Marcus Ericsson                                      | Chip Ganassi Racing                                  | Dallara                                              | Honda                                                | F                                                    | 200                                                  | 500                                                  | 2 h 51 min 00 s 643                                  | 282,324 km/h                                         | IndyCar Series                                       |
| 2023  | 28 mai                                               | Josef Newgarden                                      | Team Penske                                          | Dallara                                              | Chevrolet                                            | F                                                    | 200                                                  | 500                                                  | 2 h 58 min 21 s 961                                  | 270,680 km/h                                         | IndyCar Series                                       |
| 2024  | 26 mai                                               | Josef Newgarden                                      | Team Penske                                          | Dallara                                              | Chevrolet                                            | F                                                    | 200                                                  | 500                                                  | 2 h 58 min 49 s 4079                                 | 269,988 km/h                                         | IndyCar Series                                       |
| 2025  | 25 mai                                               | Álex Palou                                           | Chip Ganassi Racing                                  | Dallara                                              | Honda                                                | F                                                    | 200                                                  | 500                                                  | 2 h 57 min 38 s 2965                                 | 271,790 km/h                                         | IndyCar Series                                       |

(R) Indique les pilotes « rookie »
* Course interrompue par la pluie

### Victoires par pilote
| Victoires | Pilotes            | Années | Années | Années | Années |
| --------- | ------------------ | ------ | ------ | ------ | ------ |
| 4         | A.J. Foyt          | 1961   | 1964   | 1967   | 1977   |
| 4         | Al Unser, Sr.      | 1970   | 1971   | 1978   | 1987   |
| 4         | Rick Mears         | 1979   | 1984   | 1988   | 1991   |
| 4         | Hélio Castroneves  | 2001   | 2002   | 2009   | 2021   |
| 3         | Louis Meyer        | 1928   | 1933   | 1936   |        |
| 3         | Wilbur Shaw        | 1937   | 1939   | 1940   |        |
| 3         | Mauri Rose         | 1941   | 1947   | 1948   |        |
| 3         | Johnny Rutherford  | 1974   | 1976   | 1980   |        |
| 3         | Bobby Unser        | 1968   | 1975   | 1981   |        |
| 3         | Dario Franchitti   | 2007   | 2010   | 2012   |        |
| 2         | Tommy Milton       | 1921   | 1923   |        |        |
| 2         | Bill Vukovich      | 1953   | 1954   |        |        |
| 2         | Rodger Ward        | 1959   | 1962   |        |        |
| 2         | Gordon Johncock    | 1973   | 1982   |        |        |
| 2         | Emerson Fittipaldi | 1989   | 1993   |        |        |
| 2         | Al Unser Jr.       | 1992   | 1994   |        |        |
| 2         | Arie Luyendyk      | 1990   | 1997   |        |        |
| 2         | Dan Wheldon        | 2005   | 2011   |        |        |
| 2         | Juan Pablo Montoya | 2000   | 2015   |        |        |
| 2         | Takuma Satō        | 2017   | 2020   |        |        |
| 2         | Josef Newgarden    | 2023   | 2024   |        |        |

Note : Harry Hartz est le seul pilote trois fois second -en six participations- qui n'a jamais réussi à s'imposer.
| Nombre | Pays             | Dernière |
| ------ | ---------------- | -------- |
| 77     | États-Unis       | 2024     |
| 8      | Royaume-Uni      | 2012     |
| 8      | Brésil           | 2021     |
| 4      | France           | 2019     |
| 2      | Canada           | 1995     |
| 2      | Pays-Bas         | 1997     |
| 2      | Colombie         | 2015     |
| 2      | Suède            | 2022     |
| 1      | Italie           | 1915     |
| 1      | Suisse           | 1920     |
| 1      | Nouvelle-Zélande | 2008     |
| 1      | Japon            | 2020     |
| 1      | Australie        | 2018     |
| 1      | Espagne          | 2025     |

Note : Gil de Ferran est également de nationalité française, et Louis Meyer est d'ascendance française.

### Victoires par écuries
| Victoires | Écurie                                                                        | Années | Années | Années | Années | Années |  |  |
| --------- | ----------------------------------------------------------------------------- | ------ | ------ | ------ | ------ | ------ |  |  |
| 20        | Penske Racing                                                                 | 1972   | 1979   | 1981   | 1984   | 1985   |  |  |
| 20        | Penske Racing                                                                 | 1987   | 1988   | 1991   | 1993   | 1994   |  |  |
| 20        | Penske Racing                                                                 | 2001   | 2002   | 2003   | 2006   | 2009   |  |  |
| 20        | Penske Racing                                                                 | 2015   | 2018   | 2019   | 2023   | 2024   |  |  |
| 6         | Team Green/Andretti Green Racing/ Andretti Autosport/Andretti Herta Autosport | 1995   | 2005   | 2007   | 2014   | 2016   |  |  |
| 6         | Team Green/Andretti Green Racing/ Andretti Autosport/Andretti Herta Autosport | 2017   |        |        |        |        |  |  |
| 6         | Chip Ganassi Racing                                                           | 2000   | 2008   | 2010   | 2012   | 2022   |  |  |
| 6         | Chip Ganassi Racing                                                           | 2025   |        |        |        |        |  |  |
| 5         | Lou Moore                                                                     | 1938   | 1941   | 1947   | 1948   | 1949   |  |  |
| 5         |                                                                               |        |        |        |        |        |  |  |
| 4         | A. J. Foyt Enterprises                                                        | 1964   | 1967   | 1977   | 1999   |        |  |  |
| 3         | Leader Cards Racing                                                           | 1959   | 1962   | 1968   |        |        |  |  |
| 3         | Patrick Racing                                                                | 1973   | 1982   | 1989   |        |        |  |  |
| 2         | Peugeot Auto Racing Company                                                   | 1913   | 1916   |        |        |        |  |  |
| 2         | Duesenberg Automobile & Motors Company                                        | 1924   | 1925   |        |        |        |  |  |
| 2         | Harry Hartz                                                                   | 1930   | 1932   |        |        |        |  |  |
| 2         | Louis Meyer                                                                   | 1933   | 1936   |        |        |        |  |  |
| 2         | Boyle Racing Headquarters                                                     | 1939   | 1940   |        |        |        |  |  |
| 2         | Howard B. Keck                                                                | 1953   | 1954   |        |        |        |  |  |
| 2         | John Zink                                                                     | 1955   | 1956   |        |        |        |  |  |
| 2         | George Salih                                                                  | 1957   | 1958   |        |        |        |  |  |
| 2         | J.C. Agajanian                                                                | 1952   | 1963   |        |        |        |  |  |
| 2         | Vel's Parnelli Jones Racing                                                   | 1970   | 1971   |        |        |        |  |  |
| 2         | McLaren                                                                       | 1974   | 1976   |        |        |        |  |  |
| 2         | Chaparral Cars                                                                | 1978   | 1980   |        |        |        |  |  |

### Victoires par constructeurs
| 25*                               | Dallara        | 1998 | 1999 | 2001 | 2002 | 2005 |  |  |  |  |
| 25*                               | Dallara        | 2006 | 2007 | 2008 | 2009 | 2010 |  |  |  |  |
| 25*                               | Dallara        | 2011 | 2012 | 2013 | 2014 | 2015 |  |  |  |  |
| 25*                               | Dallara        | 2016 | 2017 | 2018 | 2019 | 2020 |  |  |  |  |
| 25*                               | Dallara        | 2021 | 2022 | 2023 | 2024 | 2025 |  |  |  |  |
| 7                                 | Penske         | 1979 | 1981 | 1988 | 1989 | 1991 |  |  |  |  |
| 7                                 | Penske         | 1993 | 1994 |      |      |      |  |  |  |  |
| 6                                 | Miller         | 1923 | 1926 | 1928 | 1929 | 1933 |  |  |  |  |
| 6                                 | Miller         | 1934 |      |      |      |      |  |  |  |  |
| 6                                 | Watson         | 1956 | 1959 | 1960 | 1962 | 1963 |  |  |  |  |
| 6                                 | Watson         | 1964 |      |      |      |      |  |  |  |  |
| 5                                 | Kurtis Kraft   | 1950 | 1951 | 1953 | 1954 | 1955 |  |  |  |  |
| 5                                 | March          | 1983 | 1984 | 1985 | 1986 | 1987 |  |  |  |  |
| 4                                 | Duesenberg     | 1922 | 1924 | 1925 | 1927 |      |  |  |  |  |
| 4                                 | Wetteroth      | 1932 | 1935 | 1938 | 1941 |      |  |  |  |  |
| 4                                 | Panoz          | 1997 | 2000 | 2003 | 2004 |      |  |  |  |  |
| 3                                 | Deidt          | 1947 | 1948 | 1949 |      |      |  |  |  |  |
| 3                                 | Peugeot        | 1913 | 1916 | 1919 |      |      |  |  |  |  |
| 3                                 | Eagle          | 1968 | 1973 | 1975 |      |      |  |  |  |  |
| 3                                 | McLaren Racing | 1972 | 1974 | 1976 |      |      |  |  |  |  |
| 3                                 | Lola           | 1966 | 1978 | 1990 |      |      |  |  |  |  |
| 2                                 | Frontenac      | 1920 | 1921 |      |      |      |  |  |  |  |
| 2                                 | Stevens        | 1931 | 1936 |      |      |      |  |  |  |  |
| 2                                 | Maserati       | 1939 | 1940 |      |      |      |  |  |  |  |
| 2                                 | Salih          | 1957 | 1958 |      |      |      |  |  |  |  |
| 2                                 | Colt           | 1970 | 1971 |      |      |      |  |  |  |  |
| 2                                 | Coyote         | 1967 | 1977 |      |      |      |  |  |  |  |
| 2                                 | Reynard        | 1995 | 1996 |      |      |      |  |  |  |  |
| 1                                 | Marmon         | 1911 |      |      |      |      |  |  |  |  |
| 1                                 | National       | 1912 |      |      |      |      |  |  |  |  |
| 1                                 | Delage         | 1914 |      |      |      |      |  |  |  |  |
| 1                                 | Mercedes-Benz  | 1915 |      |      |      |      |  |  |  |  |
| 1                                 | Premier        | 1919 |      |      |      |      |  |  |  |  |
| 1                                 | Summers        | 1930 |      |      |      |      |  |  |  |  |
| 1                                 | Shaw           | 1937 |      |      |      |      |  |  |  |  |
| 1                                 | Adams          | 1946 |      |      |      |      |  |  |  |  |
| 1                                 | Kuzma          | 1952 |      |      |      |      |  |  |  |  |
| 1                                 | Trevis         | 1961 |      |      |      |      |  |  |  |  |
| 1                                 | Lotus          | 1965 |      |      |      |      |  |  |  |  |
| 1                                 | Brawner Hawk   | 1969 |      |      |      |      |  |  |  |  |
| 1                                 | Chaparral      | 1980 |      |      |      |      |  |  |  |  |
| 1                                 | Wildcat        | 1982 |      |      |      |      |  |  |  |  |
| 1                                 | Galmer         | 1992 |      |      |      |      |  |  |  |  |
| * Unique constructeur depuis 2012 |                |      |      |      |      |      |  |  |  |  |

## Liste depolemen

### Par année

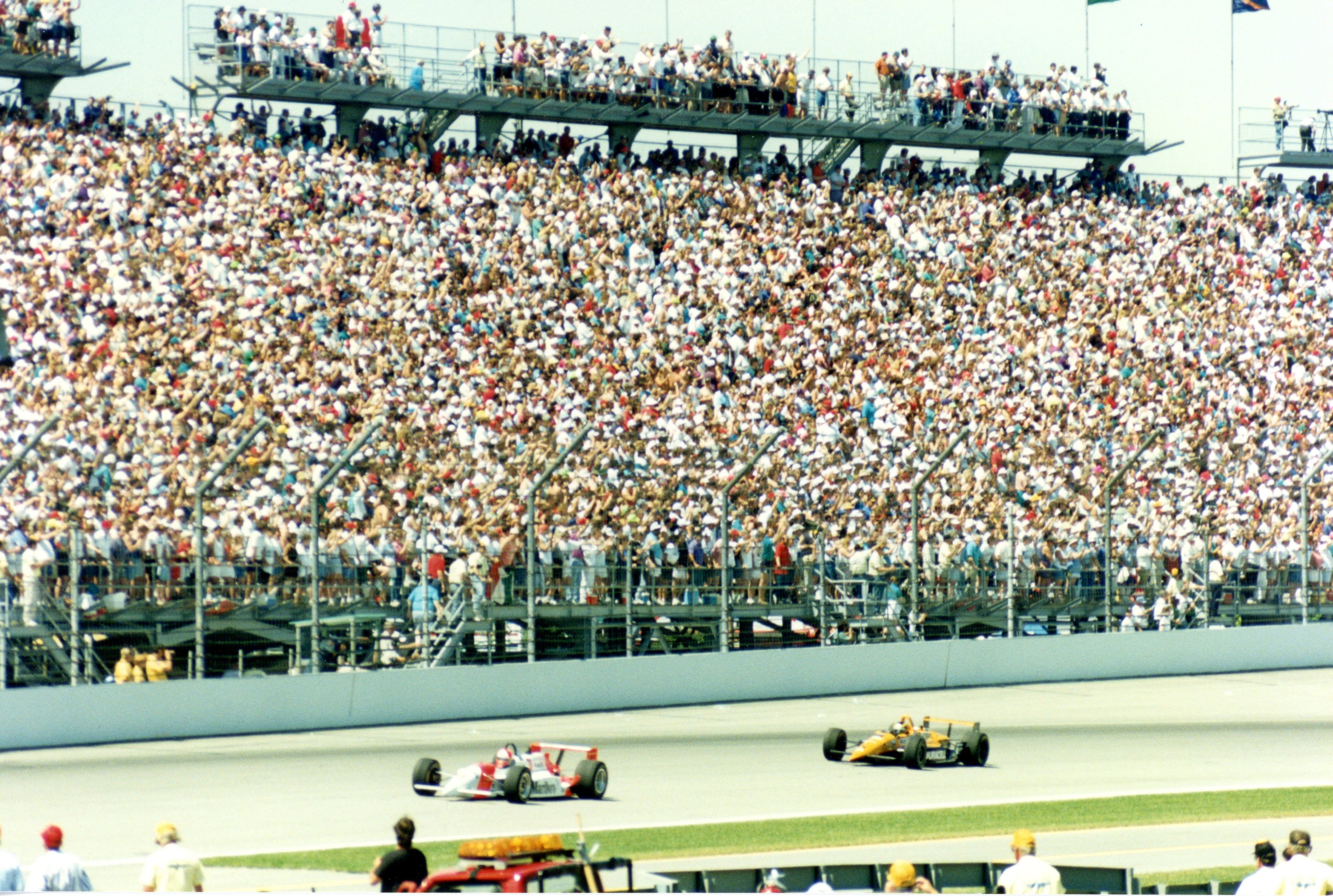
L'une des courses les plus rapides au monde

En 1911 et 1912, la grille de départ était établie en fonction de l'ordre dans lequel les inscriptions parvenaient à l'organisateur. En 1913 et en 1914, c'est un tirage au sort qui déterminait l'ordre de départ. Ce n'est qu'à partir de 1915 que les qualifications sont apparues.
De nos jours, les qualifications des 500 Miles d'Indianapolis se tiennent sur plusieurs jours, chaque journée servant à qualifier une partie de la grille. La pole position se joue le samedi du premier week-end de qualification, dans une journée appelée le « pole day » et qui se tient généralement deux semaines avant la course. Les qualifications se poursuivent le lendemain, puis reprennent le week-end suivant et s'achèvent par le « bump-day », ultime séance de qualification dans laquelle le « pilote qualifié le moins rapide » (ce qui n'est pas forcément synonyme de « dernier qualifié » compte tenu de la particularité du système de qualifications) peut se voir éliminé par un nouveau concurrent.
Les places sur la grille étant attribuées en fonction de la journée de qualification au cours de laquelle le chrono a été établi, le pilote le plus rapide des qualifications peut être amené à démarrer loin sur la grille s'il n'a pas réalisé son chrono lors du « pole day ». Ce fut le cas de Arie Luyendyk qui réalisa en 1996 lors du deuxième jour de qualifications la meilleure moyenne jamais réalisée sur l'ovale en 4 tours (381,392 km/h) mais ne s'élança qu'en vingtième position.
Les qualifications se font sur quatre tours chronométrés. Chaque concurrent s'élance seul sur l'ovale pour réaliser ses quatre tours de suite (six en réalité avec le tour de sortie et celui de retour aux stands), le chiffre retenu est la vitesse moyenne établie sur une série de quatre tours soit la distance de 10 miles (16,093 km).
- 1911 -  Lewis Strang
- 1912 -  Gil Anderson
- 1913 -  Caleb Bragg
- 1914 -  Jean Chassagne
- 1915 -  Howdy Wilcox, 159,00 km/h
- 1916 -  Johnny Aitken, 155,61 km/h
- 1917 et 1918 - Course non disputée
- 1919 -  René Thomas, 168,63 km/h
- 1920 -  Ralph DePalma, 159,57 km/h
- 1921 -  Ralph DePalma, 162,14 km/h
- 1922 -  Jimmy Murphy, 161,74 km/h
- 1923 -  Tommy Milton, 174,08 km/h
- 1924 -  Jimmy Murphy, 173,869 km/h
- 1925 -  Leon Duray, 182,171 km/h[Note 3]
- 1926 -  Earl Cooper, 179,820 km/h[Note 4]
- 1927 -  Frank Lockhart, 193,282 km/h
- 1928 -  Leon Duray, 196,969 km/h[Note 3]
- 1929 -  Cliff Woodbury, 194,085 km/h
- 1930 -  Billy Arnold, 182,287 km/h
- 1931 -  Russell Snowberger, 181,528 km/h
- 1932 -  Lou Moore, 188,877 km/h
- 1933 -  Bill Cummings, 190,756 km/h
- 1934 -  Kelly Petillo, 192,041 km/h
- 1935 -  Rex Mays, 194,306 km/h[Note 5]
- 1936 -  Rex Mays, 192,548 km/h[Note 5]
- 1937 -  Bill Cummings, 198,501 km/h
- 1938 -  Floyd Roberts, 202,264 km/h
- 1939 -  Jimmy Snyder, 209,437 km/h
- 1940 -  Rex Mays, 205,755 km/h[Note 5]
- 1941 -  Mauri Rose, 207,108 km/h
- 1942 à 1945 - Course non disputée
- 1946 -  Cliff Bergere, 203,535 km/h
- 1947 -  Ted Horn, 203,685 km/h[Note 6]
- 1948 -  Rex Mays, 210,143 km/h[Note 5]
- 1949 -  Duke Nalon, 213,945 km/h
- 1950 -  Walt Faulkner, 216,204 km/h
- 1951 -  Duke Nalon, 219,672 km/h
- 1952 -  Fred Agabashian, 222,106 km/h
- 1953 -  Bill Vukovich, 222,720 km/h
- 1954 -  Jack McGrath, 226,971 km/h
- 1955 -  Jerry Hoyt, 225,381 km/h
- 1956 -  Pat Flaherty, 234,314 km/h
- 1957 -  Pat O'Connor, 231,662 km/h
- 1958 -  Dick Rathmann, 234,922 km/h
- 1959 -  Johnny Thomson, 234,816 km/h
- 1960 -  Eddie Sachs, 235,917 km/h
- 1961 -  Eddie Sachs, 237,348 km/h
- 1962 -  Parnelli Jones, 241,997 km/h
- 1963 -  Parnelli Jones, 243,257 km/h
- 1964 -  Jim Clark, 255,609 km/h
- 1965 -  A.J. Foyt, 259,479 km/h
- 1966 -  Mario Andretti, 266,989 km/h
- 1967 -  Mario Andretti, 271,950 km/h
- 1968 -  Joe Leonard, 276,097 km/h
- 1969 -  A.J. Foyt, 274,503 km/h
- 1970 -  Al Unser, 273,944 km/h
- 1971 -  Peter Revson, 287,583 km/h
- 1972 -  Bobby Unser, 315,335 km/h
- 1973 -  Johnny Rutherford, 319,315 km/h
- 1974 -  A.J. Foyt, 308,402 km/h
- 1975 -  A.J. Foyt, 312,174 km/h
- 1976 -  Johnny Rutherford, 304,097 km/h
- 1977 -  Tom Sneva, 320,073 km/h
- 1978 -  Tom Sneva, 325,339 km/h
- 1979 -  Rick Mears, 311,788 km/h
- 1980 -  Johnny Rutherford, 309,406 km/h
- 1981 -  Bobby Unser, 322,748 km/h
- 1982 -  Rick Mears, 333,141 km/h
- 1983 -  Teo Fabi, 333,770 km/h
- 1984 -  Tom Sneva, 338,009 km/h
- 1985 -  Pancho Carter, 342,119 km/h
- 1986 -  Rick Mears, 348,951 km/h
- 1987 -  Mario Andretti, 346,637 km/h
- 1988 -  Rick Mears, 352,765 km/h
- 1989 -  Rick Mears, 360,308 km/h
- 1990 -  Emerson Fittipaldi, 362,587 km/h
- 1991 -  Rick Mears, 360,675 km/h
- 1992 -  Roberto Guerrero, 374,144 km/h
- 1993 -  Arie Luyendyk, 360,440 km/h
- 1994 -  Al Unser Jr, 366,948 km/h
- 1995 -  Scott Brayton, 372,731 km/h
- 1996 -  Scott Brayton, 375,138 km/h[Note 7]
- 1997 -  Arie Luyendyk, 351,260 km/h
- 1998 -  Billy Boat, 359,693 km/h
- 1999 -  Arie Luyendyk, 362,390 km/h
- 2000 -  Greg Ray, 359,642 km/h
- 2001 -  Scott Sharp, 363,771 km/h
- 2002 -  Bruno Junqueira, 372,309 km/h
- 2003 -  Hélio Castroneves, 372,925 km/h
- 2004 -  Buddy Rice, 357,313 km/h
- 2005 -  Tony Kanaan, 366,232 km/h
- 2006 -  Sam Hornish Jr., 368,516 km/h
- 2007 -  Hélio Castroneves, 363,417 km/h
- 2008 -  Scott Dixon, 364,301 km/h
- 2009 -  Hélio Castroneves, 361,884 km/h
- 2010 -  Hélio Castroneves, 366,882 km/h
- 2011 -  Alexandre Tagliani, 366,081 km/h
- 2012 -  Ryan Briscoe, 364,491 km/h
- 2013 -  Ed Carpenter, 368,157 km/h
- 2014 -  Ed Carpenter, 371,866 km/h
- 2015 -  Scott Dixon, 364,935 km/h
- 2016 -  James Hinchcliffe, 371,372 km/h
- 2017 -  Scott Dixon, 373,632 km/h
- 2018 -  Ed Carpenter, 369,534 km/h
- 2019 -  Simon Pagenaud, 370,136 km/h
- 2020 -  Marco Andretti, 371,867 km/h
- 2021 -  Scott Dixon, 371,758 km/h
- 2022 -  Scott Dixon, 376,580 km/h
- 2023 -  Álex Palou, 376,936 km/h
- 2024 -  Scott McLaughlin, 376,940 km/h
- 2025 -  Robert Schwartzman, 374,639 km/h

### Par pays
Note : année de la dernière pole position.
- 2024 -  (81)
- 2012 -  (8)
- 2021 -  (8)
- 2019 -  (3)
- 1997 -  (2)
- 2015 -  (2)
- 2020 -  (2)
- 2008 -  (2)
- 2025 -  (2)
- 1995 -  (1)
- 2022 -  (1)
- 2018 -  (1)

## Liste des «Rookie of the Year»
Depuis 1952, un collège de spécialistes vote à l'issue de la course pour décerner le trophée du meilleur débutant de l'année (le Rookie of the Year). Cette récompense revient au pilote qui a fait la plus belle impression tout au long des essais et de la course, et n'est donc pas nécessairement attribuée au pilote le mieux placé à l'arrivée. L'exemple le plus célèbre date de l'édition 1966 ; victorieux dès sa première participation, Graham Hill s'était vu préférer son compatriote Jackie Stewart qui avait dominé la course avant d'abandonner en vue de l'arrivée.

### Par année
- 1952 -  Art Cross : 5e
- 1953 -  Jimmy Daywalt : 6e
- 1954 -  Larry Crocket : 9e
- 1955 -  Al Herman : 7e
- 1956 -  Bob Veith : 7e
- 1957 -  Don Edmunds : 19e
- 1958 -  George Amick : 2e
- 1959 -  Bobby Grim : 26e
- 1960 -  Jim Hurtubise : 18e
- 1961 -  Bobby Marshman et  Parnelli Jones : 7e et 12e
- 1962 -  Jim McElreath : 6e
- 1963 -  Jim Clark : 2e
- 1964 -  Johnny White : 4e
- 1965 -  Mario Andretti : 3e
- 1966 -  Jackie Stewart : 6e
- 1967 -  Denny Hulme : 4e
- 1968 -  Bill Vukovich, Jr. : 7e
- 1969 -  Mark Donohue : 7e
- 1970 -  Donnie Allison : 4e
- 1971 -  Denny Zimmerman : 8e
- 1972 -  Mike Hiss : 7e
- 1973 -  Graham McRae : 16e
- 1974 -  Pancho Carter : 7e
- 1975 -  Bill Puterbaugh : 7e
- 1976 -  Vern Schuppan : 18e
- 1977 -  Jerry Sneva : 10e
- 1978 -  Larry Rice et   Rick Mears : 11e et 23e
- 1979 -  Howdy Holmes : 7e
- 1980 -  Tim Richmond : 9e
- 1981 -  Josele Garza : 23e
- 1982 -  Jim Hickman : 7e
- 1983 -  Teo Fabi : 26e
- 1984 -  Roberto Guerrero et  Michael Andretti : 2e et 5e
- 1985 -  Arie Luyendyk : 7e
- 1986 -  Randy Lanier : 10e
- 1987 -  Fabrizio Barbazza : 3e
- 1988 -  Bill Vukovich III : 14e
- 1989 -  Bernard Jourdain et  Scott Pruett : 9e et 10e
- 1990 -  Eddie Cheever : 8e
- 1991 -  Jeff Andretti : 15e
- 1992 -  Lyn St. James : 11e
- 1993 -  Nigel Mansell : 3e
- 1994 -  Jacques Villeneuve : 2e
- 1995 -  Christian Fittipaldi : 2e
- 1996 -  Tony Stewart : 24e
- 1997 -  Jeff Ward : 3e
- 1998 -  Steve Knapp : 3e
- 1999 -  Robby McGehee : 5e
- 2000 -  Juan Pablo Montoya : vainqueur
- 2001 -  Hélio Castroneves : vainqueur
- 2002 -  Alex Barron et   Tomas Scheckter : 4e et 26e
- 2003 -  Tora Takagi : 5e
- 2004 -  Kosuke Matsuura : 11e
- 2005 -  Danica Patrick : 4e
- 2006 -  Marco Andretti : 2e
- 2007 -  Phil Giebler : 29e
- 2008 -  Ryan Hunter-Reay : 6e
- 2009 -  Alex Tagliani : 11e
- 2010 -  Simona De Silvestro : 14e
- 2011 -  J. R. Hildebrand : 2e
- 2012 -  Rubens Barrichello : 11e
- 2013 -  Carlos Muñoz : 2e
- 2014 -  Kurt Busch : 6e
- 2015 -  Gabby Chaves : 16e
- 2016 -  Alexander Rossi : vainqueur
- 2017 -  Fernando Alonso : abd.
- 2018 -  Robert Wickens : 9e
- 2019 -  Santino Ferrucci : 7e
- 2020 -  Patricio O'Ward : 6e
- 2021 -  Scott McLaughlin : 20e
- 2022 -  Jimmie Johnson : 28e
- 2023 -  Benjamin Pedersen : 21e
- 2024 -  Kyle Larson : 18e
- 2025 -  Robert Schwartzman : 29e

### Par pays
| Nombre | Pays             | Dernier |
| ------ | ---------------- | ------- |
| 49     | États-Unis       | 2024    |
| 4      | Royaume-Uni      | 1993    |
| 3      | Brésil           | 2012    |
| 3      | Colombie         | 2015    |
| 3      | Canada           | 2018    |
| 3      | Nouvelle-Zélande | 2021    |
| 2      | Italie           | 1987    |
| 2      | Japon            | 2004    |
| 2      | Mexique          | 2020    |
| 1      | Australie        | 1976    |
| 1      | Pays-Bas         | 1985    |
| 1      | Afrique du Sud   | 2002    |
| 1      | Suisse           | 2010    |
| 1      | Espagne          | 2017    |
| 1      | Danemark         | 2023    |
| 1      | Israël           | 2025    |